# François Génin
François Génin (* 16. Februar 1803 in Amiens; † 20. Mai 1856 in Paris) war ein französischer Journalist und Romanist.

## Leben
Génin war Absolvent der Ecole normale und Gymnasiallehrer in Laon und Straßburg. Sein Freund Émile Littré verhalf ihm zu einer Stelle als Redakteur der Zeitung Le National, wo er sich als militanter antiklerikaler Journalist einen Namen machte, u. a. in einem polemischen Gefecht mit den Jesuiten. 1846 war er « Professeur à la Faculté des Lettres de Strasbourg ». Ab 1845 publizierte er in rascher Folge romanistische philologische Arbeiten von Rang. Daneben tat er sich als Komponist hervor. Im Gefolge der Revolution von 1848 wurde er Abteilungsleiter im Erziehungsministerium und blieb es bis zum Mai 1852.
Génin war romantisch beeinflusster Sensualist und Historist. Er trat für das bis zum 18. Jahrhundert verachtete Mittelalter ein und forderte im Vorwort seines Buches Des variations du langage français  die Einrichtung von Altfranzösisch-Lehrstühlen. Als Sensualist wandte er sich gegen den Voltaire nachfolgenden rationalistischen Purismus seiner Zeit und forderte die Befreiung der Sprache vom Joch der Grammatiker: „Il est donc urgent de retremper notre langue à ses sources antiques et populaires, si nous voulons sauver son génie agonisant“ (Lexique comparé de la langue de Molière, S. V). In diesem Sinne untersuchte er die volkssprachlichen Elemente bei Molière und gab die frühe (englisch geschriebene) französische Grammatik (mit Wörterbuch) des John Palsgrave heraus.

## Werke
- (Hrsg.) Recueil de lettres choisies dans les meilleurs écrivains français, Strasbourg 1835
- (Hrsg.) Lettres de Marguerite d’Angoulême, reine de Navarre, Paris 1841
- (Hrsg.) Nouvelles lettres de la reine de Navarre au roi François Ier, Paris 1842   *Les Actes des apôtres, Paris 1842
- Les Jésuites et l’université, Paris 1844
- Des variations du langage français depuis le XIIe siècle ou Recherches des principes qui devraient régler l’orthographe et la prononciation, Paris 1845
- Lettres sur quelques points de philologie française à Monsieur A.-Firmin-Didot, Paris 1846
- Lexique comparé de la langue de Molière et des écrivains du XVIIe siècle, Paris 1846
- (Hrsg.) Œuvres choisies de Diderot, précédées de sa vie, 2 Bde., Paris 1847
- Ou l’Église ou l’État, Paris 1847
- (Hrsg.) La Chanson de Roland, poëme de Théroulde, avec une introduction et des notes, Paris 1850
- Lettre à M. Paulin Paris, Paris 1851
- Lettre à un ami sur la lettre de M. Paulin Paris, Paris 1851
- (Hrsg.) L’Eclaircissement de la langue française de J. Palsgrave, suivi de la Grammaire de Gilles du Guez, avec une introduction, Paris 1852
- (Hrsg.) Maître Patelin, avec une introduction et des notes, Paris 1854
- De la prononciation du vieux français. Lettre à M. Littré de l’Institut, Paris 1856
- Récréations philologiques, 2 Bde., Paris 1856
- Le Pamphlet d’un curé troubadour, Paris 1845